# ILF2
ILF2‏ (Interleukin enhancer binding factor 2) هوَ بروتين يُشَفر بواسطة جين ILF2 في الإنسان.

## الوظيفة
العامل النووي للخلايا التائية المُنشَّطة (NFAT) هو عامل نسخ ضروري لتعبير الخلايا التائية عن جين الإنترلوكين 2. يرتبط NFAT بتسلسل في مُحسِّن جين الإنترلوكين 2 يُعرف باسم عنصر استجابة مستقبل المستضد 2. بالإضافة إلى ذلك، يُمكن لـ NFAT الارتباط بالحمض النووي الريبوزي (RNA)، وهو مُكوِّن أساسي لتغليف وتحضير بروتين بوليميراز فيروس التهاب الكبد الوبائي ب. NFAT هو ثنائي غير متماثل من بروتينات وزنها 45 كيلو دالتون و90 كيلو دالتون، والأصغر منهما هو ناتج هذا الجين. يرتبط البروتين المُرمَّز بقوة بالبروتين ذي الوزن الجزيئي 90 كيلو دالتون، ويُحفِّز قدرته على تعزيز التعبير الجيني.

## التفاعل
لقد ثبت أن ILF2 يتفاعل مع CDC5L و DNA-PKcs.
تم تحديد ILF2 و ILF3 كمستضدات ذاتية في الفئران المصابة بالذئبة المستحثة، وفي مرض المناعة الذاتية الروماتزمي الجهازي لدى الكلاب، وكنتيجة نادرة لدى البشر المصابين بأمراض المناعة الذاتية.